# São Ludgero (Santa Catarina)
São Ludgero é um município brasileiro do estado de Santa Catarina. Localiza-se a uma latitude 28º19'33" Sul e a uma longitude 49º10'37" Oeste, estando a uma altitude de 50 metros.

## História

### Colonização
O município foi colonizado por alemães vindos da Colônia Teresópolis. Os colonizadores chegaram em ca. década de 1860, provenientes da região de Münster, principalmente de Heek, que também tem Ludgero como padroeiro. Tal migração deu-se a partir de 1873, principalmente devido à baixa fertilidade do solo do local e ao abandono por parte do governo.
O atual território da cidade foi determinado pelo então pároco da comunidade, Padre Roer, que em uma de suas visitas a diversas comunidades nos arredores de Teresópolis encontrou um local em que a terra parecia ser mais fértil que a de sua comunidade, por informação de Luís Martins Collaço. Como as terras pertenciam ao dote da então princesa Isabel, enviaram uma solicitação ao governo imperial pedindo a posse de tal localidade. Depois de algum tempo veio a resposta positiva, e então migraram para o novo desafio.
No início não havia nenhuma infraestrutura, havia apenas trilhas e muita mata a ser derrubada para dar espaço às roças. A única distração de que os colonos dispunham eram as missas, de onde tiravam forças para seguir em frente. Suas habitações a princípio não passavam de cabanas de palha.

### Sesmarias Rabello e dos Mirandas

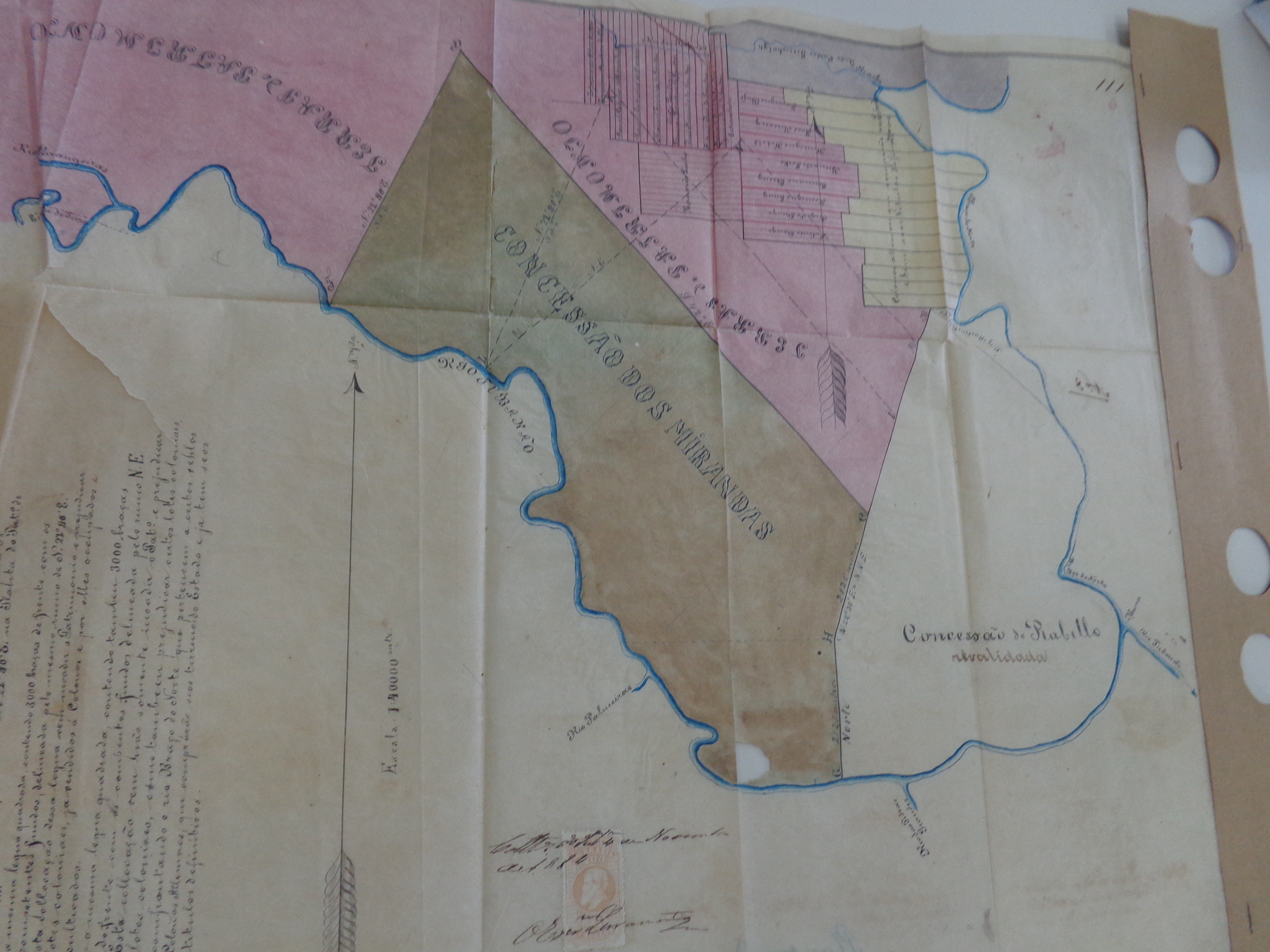
Mapa original das sesmarias Rabello e Miranda, com data de 4 de novembro de 1884, acervo do Arquivo Público e Histórico Amadio Vettoretti, Tubarão, Santa Catarina

Os atuais distritos de Barra do Norte (São Ludgero) e Ilhota (Orleans) foram as primeiras terras efetivamente ocupadas no vale do Braço do Norte, por duas famílias que obtiveram grandes extensões de terra, ca. 1840: as sesmarias de Rabello e dos Mirandas. No Arquivo Nacional, documento 54 da caixa 1148, lavra de João Leonir Dall'Alba, consta: "Terra do Rabello". A primitiva concessão, na foz do rio Braço do Norte com o Tubarão, limitava-se com estes rios. Subia o Tubarão, até alcançar a linha Miranda, e o Braço do Norte, até o rio Mar Grosso. Em 1860 já fora subdividida entre herdeiros: na Barra do Norte, Francisco Rabello Vieira. Seguia-se-lhe, Tubarão acima, José Antônio Amorim, Manuel Pereira Gomes, Ana Carolina de Figueiredo, Ana Garcia e Manuel Domingos de Oliveira. Em frente, na outra margem, morava Marcos Fernandes.

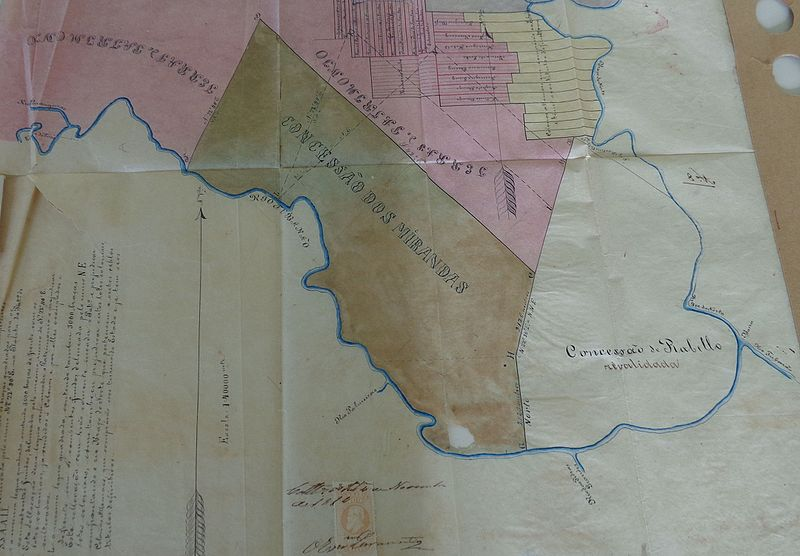
A sesmaria dos Mirandas, em marrom, ao norte do rio Tubarão e divisa com terras do Patrimônio de Suas Altezas Imperiais
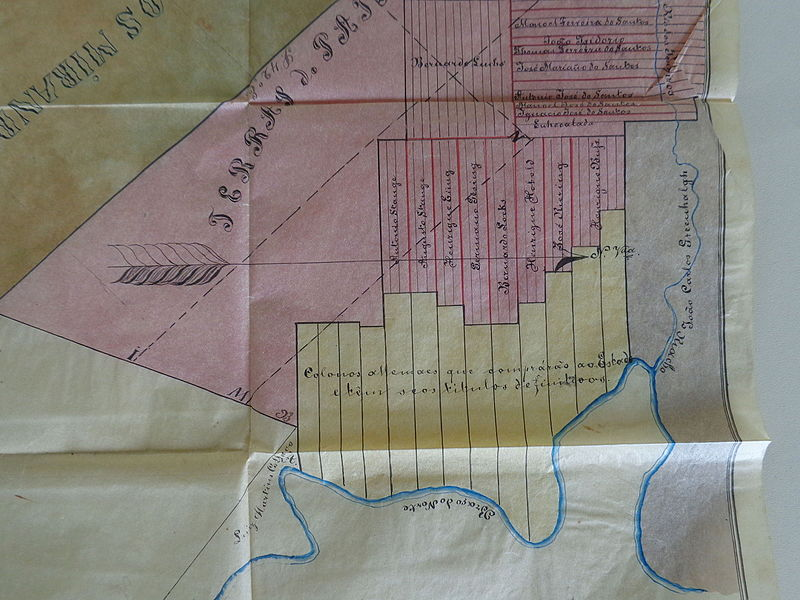
Detalhe da planta A, em amarelo, literalmente "Colonos alemães que compraram ao estado e tem seus títulos definitivos". Região atual do centro de São Ludgero, margem direita do rio Braço do Norte

Antes porém, em 1807, uma sesmaria tinha sido concedida a José de Souza Pacheco, na margem direita do rio Tubarão, na região do atual Pindotiba.

### Nome

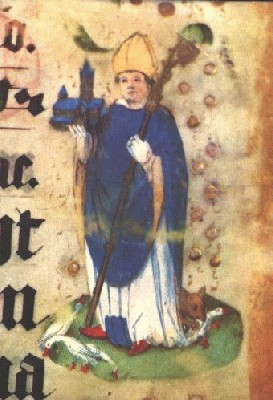
São Ludgero

O nome deve-se a Ludgero, um santo guerreiro muito popular entre o povo da região da Vestfália. Ludgero nasceu em Zuilen próximo a Utrecht, Países Baixos. Foi um missionário, seguidor de São Bonifácio, fundador da Abadia de Werden e o primeiro bispo de Münster. Dentre outros milagres, o mais importante sem dúvida alguma é o que ocorreu na região de Münster, por volta do ano 800. Neste momento houve uma praga de gansos cinzas, que comiam as plantações. Segundo a história, São Ludgero os expulsou da região e, por isso, o santo é representado com gansos entre os seus pés.

### Emancipação política
A emancipação política ocorreu em 12 de junho de 1962, tendo como primeiro prefeito Daniel Brüning. A área de terra que hoje é São Ludgero desmembrou-se de Braço do Norte, mas era pequena. Para que o município tivesse a extensão atual, foi necessária uma manobra política, onde forçou-se também a emancipação de Colônia, que ia da Barra do Norte até o Rio Cachoeirinhas. Emancipadas as duas localidades, logo ocorreu a fusão de Colônia com São Ludgero, resultando no território atual do município.

## Cultura

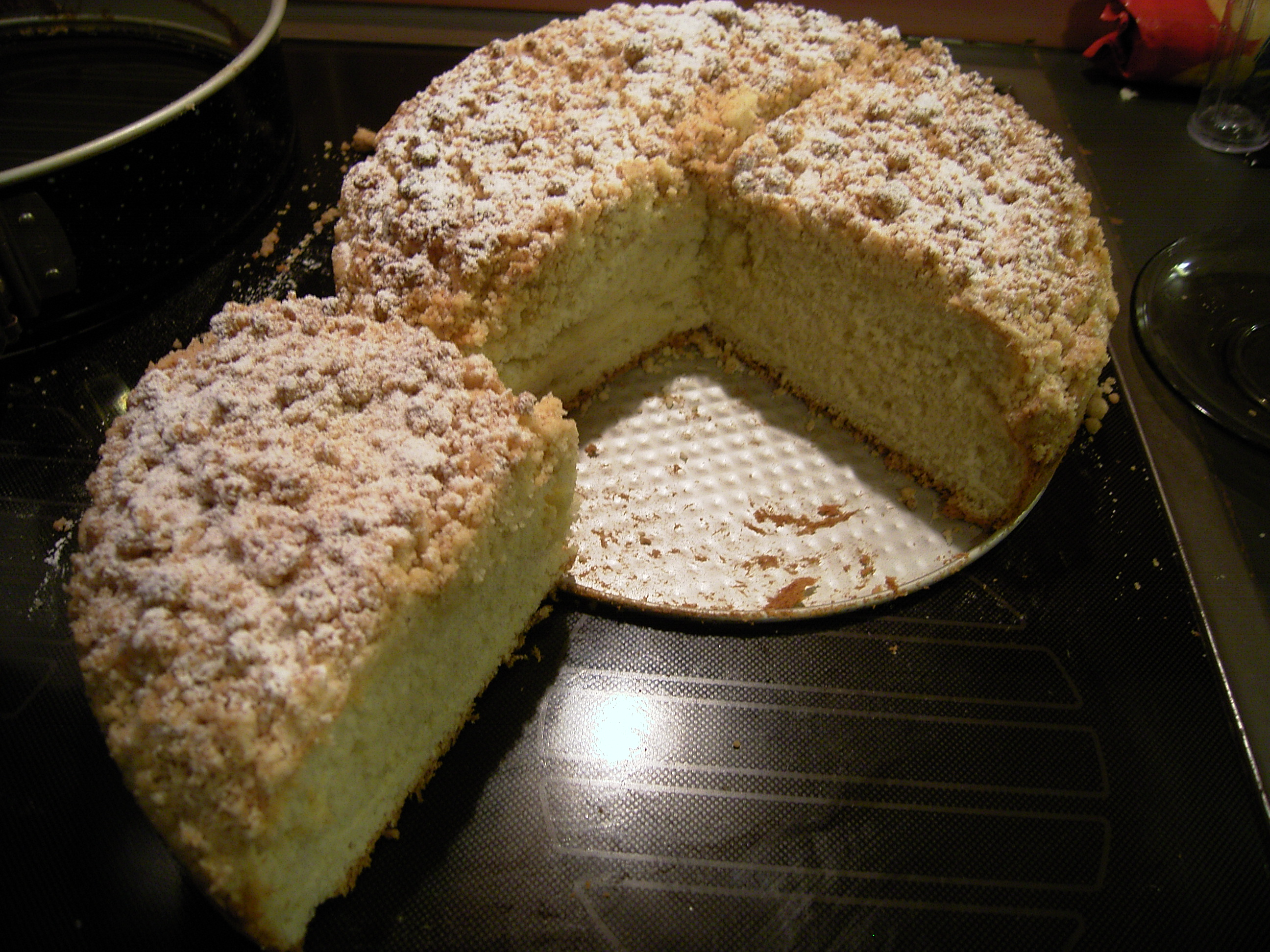
Cuca

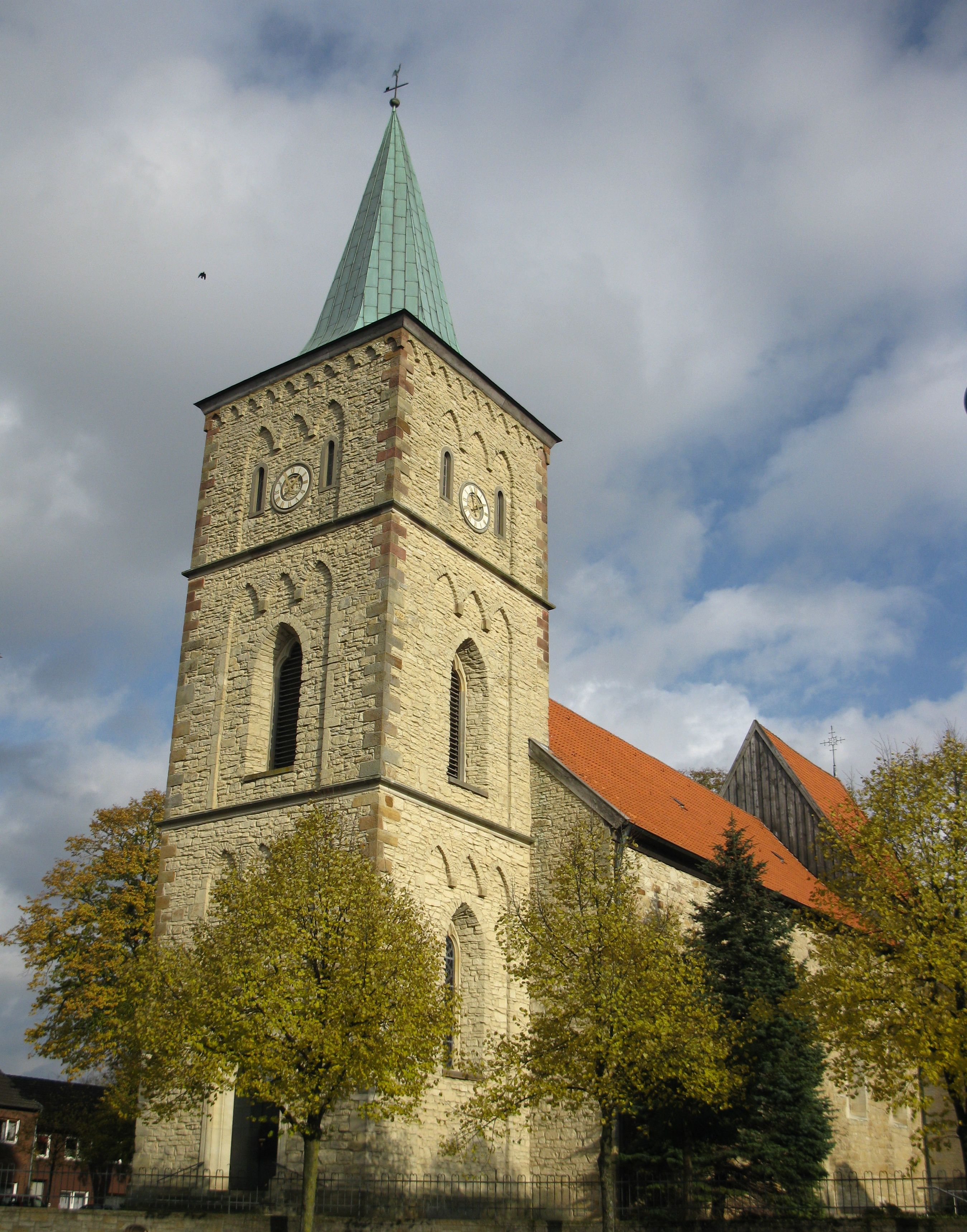
Igreja de São Ludgero em Heek.

Até a década de 1930 a cultura foi muito bem preservada, as aulas do Colégio e as missas eram dadas em Alemão (o Plattdeutsch). As festas e costumes eram vivos na vida social.
Durante o governo Getúlio Vargas, no contexto da Segunda Guerra Mundial, proibiu-se qualquer menção à cultura alemã. As aulas, as missas e a comunicação em público passaram a ser em português.

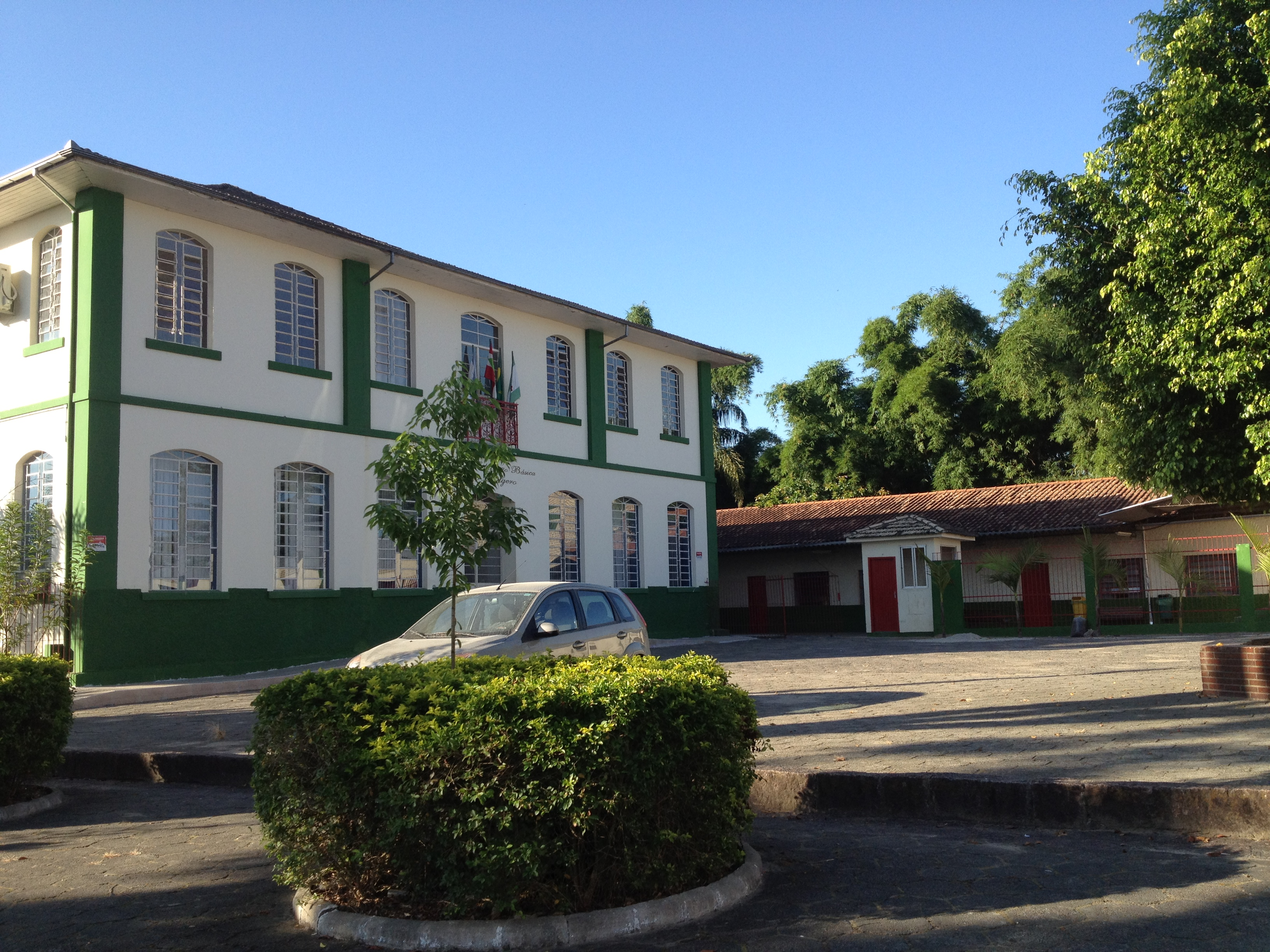
Colégio de São Ludgero

Até a década de 1990 era muito comum ouvir dos mais velhos um português com vícios do alemão; criaram expressões mistas que são até hoje utilizadas, embora não se saiba o sentido literal, mas apenas para o que se destinam.
Mesmo com as proibições impostas pelo Estado Novo, os costumes permaneceram vivos e são notados até hoje, assim como alguns pratos típicos ou adaptados à realidade local. Dentre os costumes observa-se a forma rigorosa de criação dos filhos ou como o simples hábito de "tomar café" a noite, muito estranhado pelos brasileiros de outras regiões, que costumam ter uma ceia.  Dentre os pratos típicos mais comuns temos a famosa "Cuca" (Streuselkuchen) e o guimis, adaptação brasileira para a palavra Gemüse que significa legume(s), prato parecido com um purê de batata que leva repolho, couve e alguns outros legumes.
O prédio do Colégio São Ludgero, fundado em 1900 é um dos símbolos da cidade. A prefeitura está instalada no antigo prédio do 1º seminário de Santa Catarina, a religiosidade é forte, tendo o município sido considerado "celeiro" de sacerdotes. Mesmo sendo um município de origem alemã, percebe-se que os italianos e portugueses deram importante contribuição ao desenvolvimento da região.

## Filhos ilustres
- Huberto Rohden, filósofo, educador e teólogo catarinense radicado em São Paulo;
- Uberto Brüning Schlickmann, artista plástico e museólogo amador catarinense, fundador e mantenedor do Museu da Colonização Uberto Brüning Schlickmann;
- Daniel Brüning, político catarinense, primeiro prefeito de Braço do Norte e de São Ludgero.

## Sepultura Memorial dos Fundadores
No cemitério de São Ludgero, logo na entrada à direita, foi erguida uma sepultura memorial aos imigrantes fundadores da colônia espontânea do Braço do Norte, em três colunas. É listado a seguir o nome daqueles que estão eternizados no monumento.
- Esquerda: Henrique Söhte, Antonio Dimon, Francisco Loch, José Nurnberg, Henrique Füchter, Phelipe Schlickman, Nicolau Füchter, Henrique Schuls, Bernardo Voss, Bernardo Dimon, Germano Dimon, Guilherme Wernke, José Voss, Henrique Külkamp, Henrique Böger, Frederico G. Janke, Henrique Wessling, (ilegível na foto: André Pikler)
- Centro: José Henrique Buss, Bernardo Locks, Manoel Loch, José Voss, Bernardo Wessler, Bernardo Henrique Schlickmann, Guilherme Jeodocus, Söthe, Anna E. Kesterman, Germano Antonio Niehues, Maria A. Elichman, João Geraldo Brüning, Elisa Bühters, João Geraldo Schuls, Antoniete Barnbrügge, Cristóforo Lembeck, Maria Anna Öing, Henrique Röttgers, Anna Maria Hemsing, Joao Roden, Margarida Franzener, Bernardo Schlickman, Maria Cath Niehues, Guilherme Wernke, Catarina Hölting, Jose, rering, Anna Maria Abbenhaus, Germano Antonia Kestering, Elisa Monnemann, Bernardo Steen, Theresia Steen Locks, Germano Schlickman, Maria Cath Plitger
- Direita: Anna Catharina Naber, Anna Catharina Hundchen, Anna Voss Daufenbach, Elisa Ludvigs, Catharina Schlickman, Barbara Loch, Helena Wernke Nürnbg, Sophia Bruning, Francisco Dimon Borget, Gertrude Kestering, Maria Kürten, Maria Steen Buss, Margarida Brand (ilegíveis na foto: Anna Schmöller Hobold, Anna Voss, Sofia Schuls Lembeck, Maria Stange Kürten)

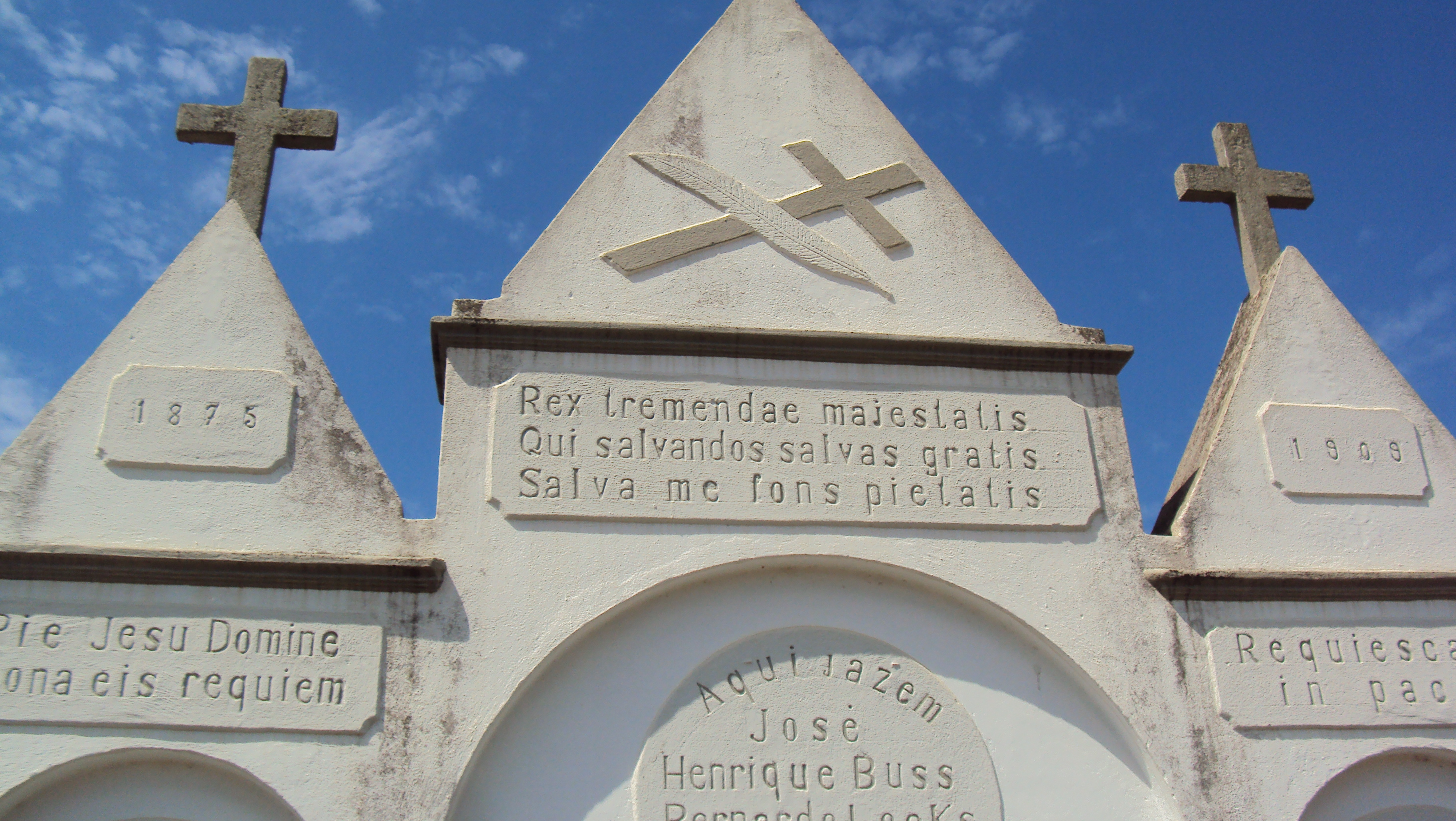
Topo da Sepultura Memorial. Rei de enorme majestade, Que salva livremente, Para mim é fonte da piedade

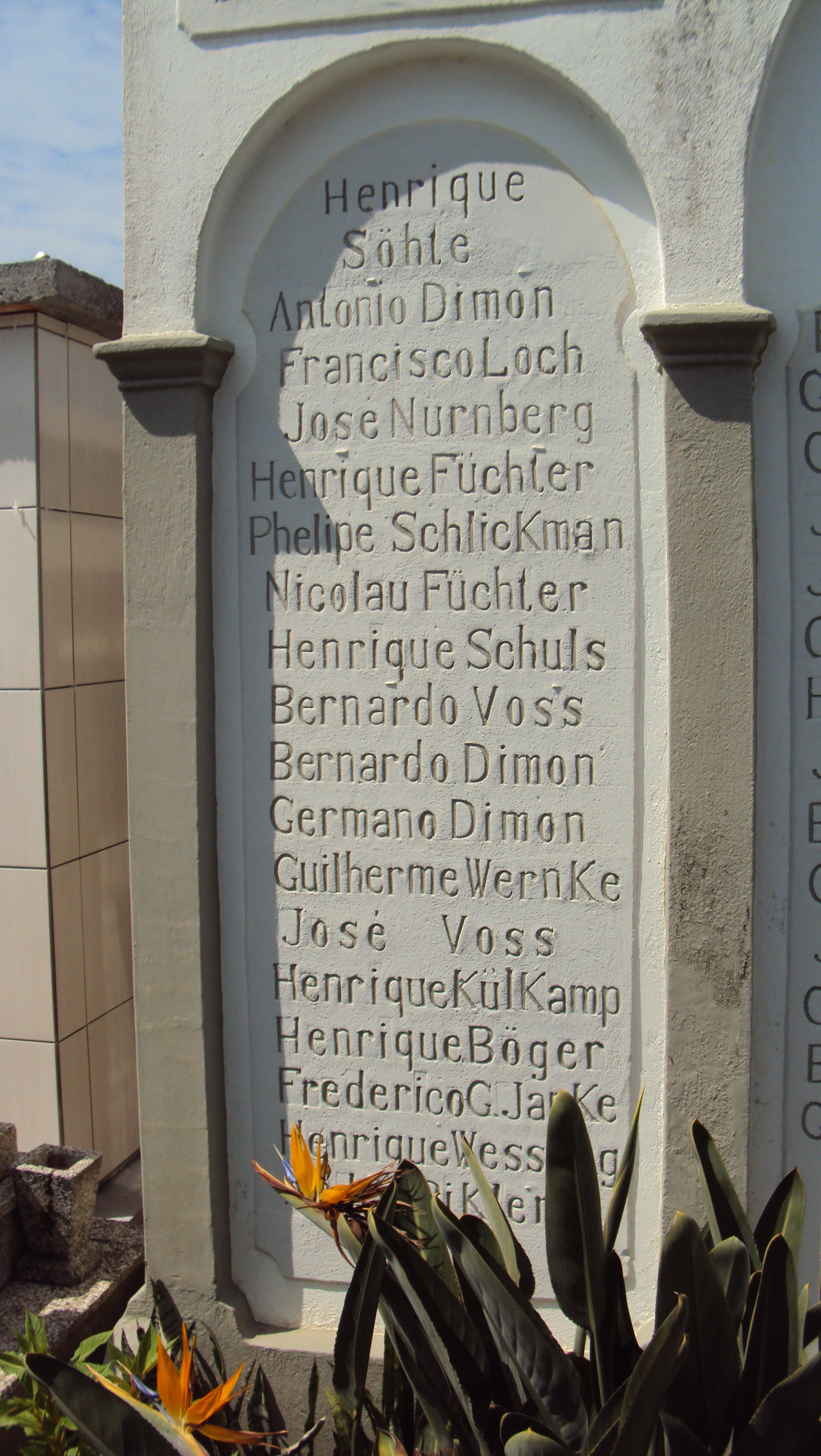
Corpo da Sepultura Memorial, esquerda

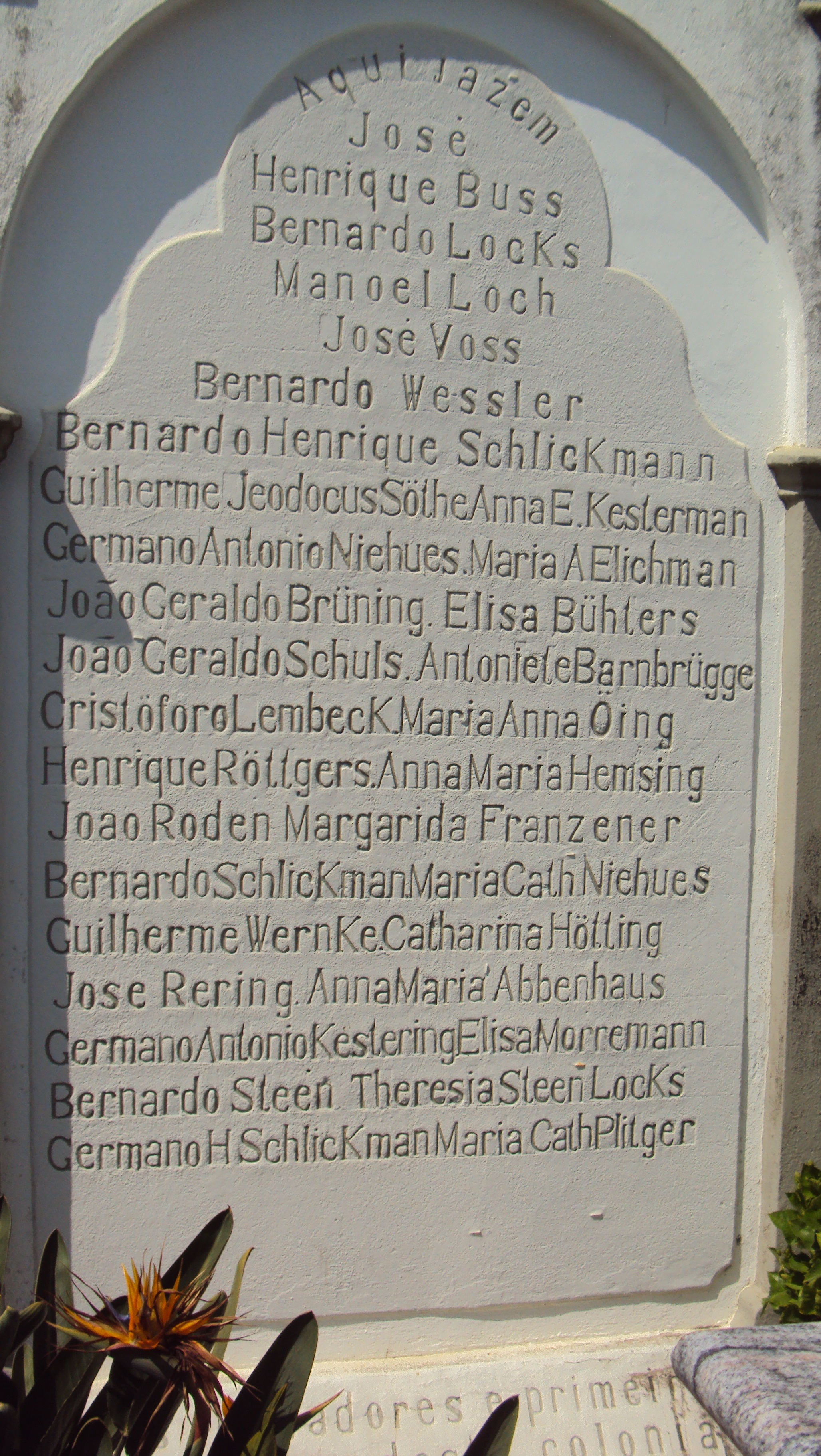
Corpo da Sepultura Memorial, centro

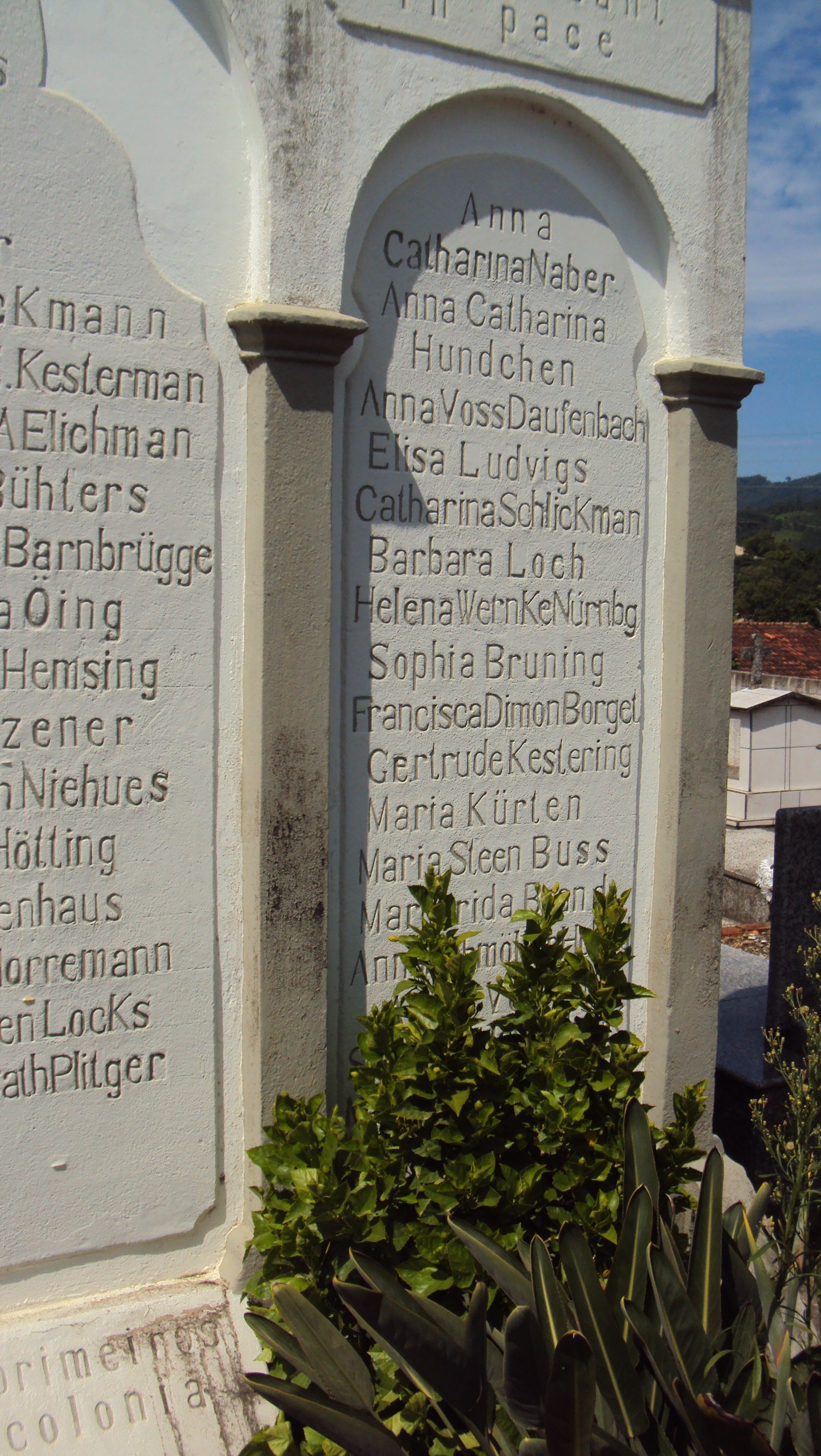
Corpo da Sepultura Memorial, direita

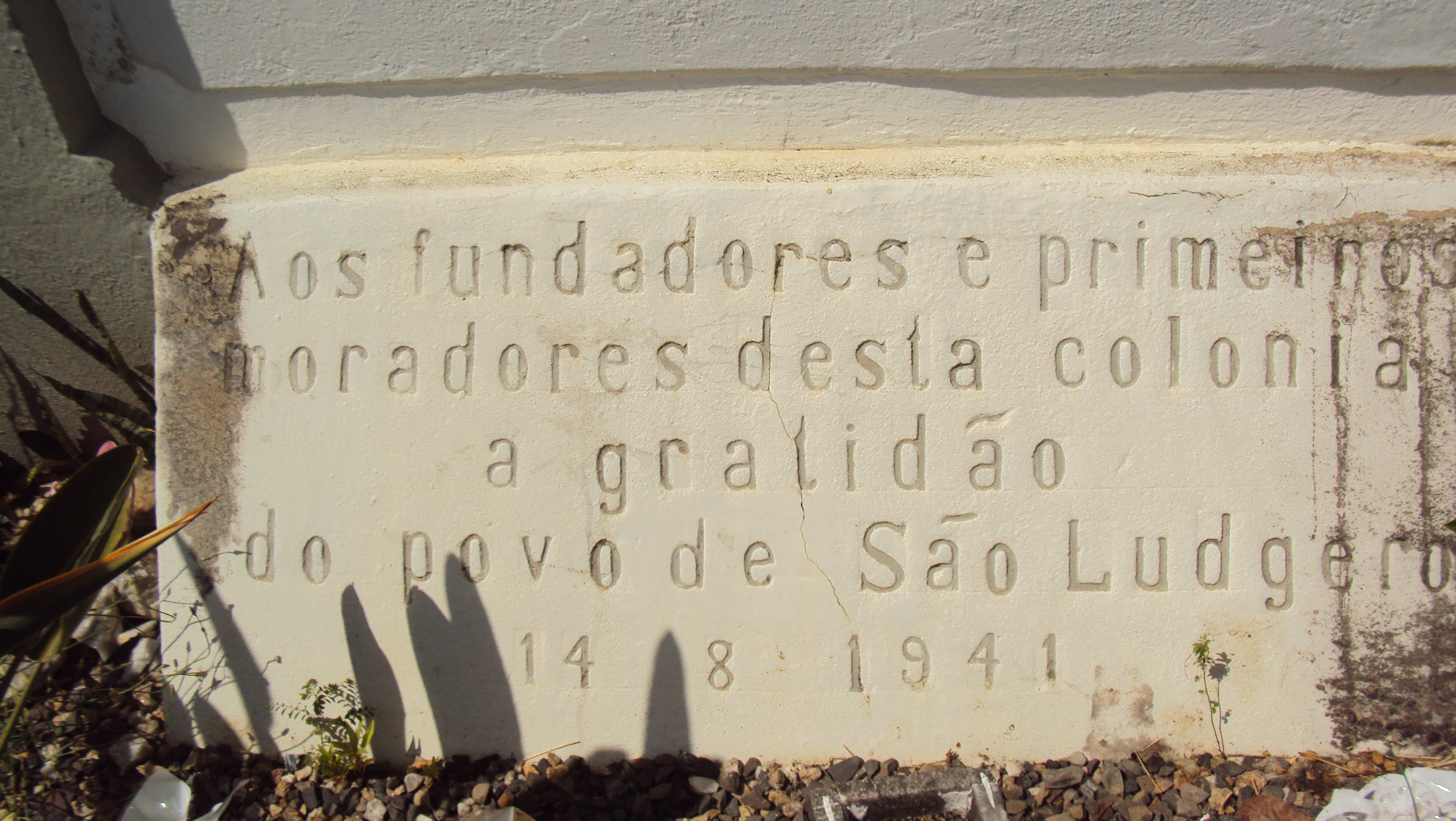
Base da Sepultura Memorial

## Feriados
Os feriados municipais ocorrem em 26 de março, dia do padroeiro São Ludgero, e 12 de junho, dia da emancipação política do município. Por ocasião da quaresma, a festa em homenagem ao padroeiro ocorre em maio, com bailes, jantares e almoços festivos.

## Economia
A agricultura, pecuária e a indústria são as principais atividades econômicas do município. Destacam-se a produção avícola, a de gado leiteiro, os cultivos de fumo (atualmente em menor escala), milho, feijão, legumes, frutas e hortaliças. Destacam-se também indústrias de derivados de plástico e do ramo madeireiro. O setor de comércio e serviços é menos expressivo, visto a proximidade com as cidades de Braço do Norte e Orleans.